# بانفول
بانفول (به هندی: Banphool)  فیلمی هندی محصول سال ۱۹۷۱ و به کارگردانی ویجی بات است. در این فیلم بازیگرانی همچون جیتندرا، بابیتا، شاتورگان سینها، آسرانی و دورگا کوته ایفای نقش کرده‌اند.